# 샤밀 보르차슈빌리
샤밀 보르차슈빌리(독일어: Shamil Borchashvili, 조지아어: შამილ ბორჩაშვილი, 1995년 6월 9일~)는 오스트리아의 유도 선수이다. 2020년 하계 올림픽 남자 하프미들급에서 동메달을 획득했으며 세계 유도 선수권 대회에서 금메달 1개, 은메달 3개를 획득했다.

## 경력
1995년 조지아 판키시 계곡에 있는 마을 두이시에서 태어났다. 어린 시절 러시아의 체첸 공화국에서 살다가 9세때 가족들과 함께 오스트리아의 벨스에 정착했다.
2017년 오스트리아로 귀화하면서 오스트리아 유도 국가대표로 발탁되었다.